# Gustav Wabro
Gustav Wabro (* 14. Mai 1933 in Neudorf bei Deutsch Reichenau, Tschechoslowakei; † 25. Juni 2018 in Aalen) war ein deutscher Jurist und Politiker (CDU) in Baden-Württemberg.

## Ausbildung und Beruf
Wabro studierte nach dem Abitur (1954) von 1954 bis 1958 Jura an der Ludwig-Maximilians-Universität München und Eberhard-Karls-Universität Tübingen. 1958 und 1962 machte er seine juristischen Staatsprüfungen und war danach Rechtsassessor beim Landratsamt Biberach. Ab 1964 war er Richter am Verwaltungsgericht Sigmaringen, ab 1965 Regierungsrat und ab 1967 beim Bundesinnenministerium bzw. (bis 1970) bei der Vertretung des Landes Baden-Württemberg beim Bund tätig.

## Politische Tätigkeit
Wabro war katholisch und Mitglied der CDU. Von 1967 bis 1970 war er bei der Vertretung des Landes Baden-Württemberg beim Bund in Bund tätig und persönlicher Referent des Ministerialdirektors Adalbert Seifriz. 1968 wurde er zum Oberregierungsrat ernannt. Im Jahr 1970 wurde er vom Kreistag des Landkreises Aalen zum Landrat gewählt. Nach der Kreisreform 1973 blieb er Landrat des neu gebildeten Ostalbkreises. Dann ging er 1980 als Ministerialdirektor und Amtschef zum Staatsministerium Baden-Württemberg.
1984 ernannte ihn Ministerpräsident Lothar Späth zum Staatssekretär und Bevollmächtigten des Landes Baden-Württemberg beim Bund. Dieses Amt hatte er bis 1998 inne. Von 1992 bis 2001 war er auch über ein Direktmandat im Wahlkreis Aalen Abgeordneter im Landtag von Baden-Württemberg.

## Sonstige Ämter
Wabro war von 1987 an langjähriger Landesvorsitzender des Bundes der Vertriebenen Baden-Württemberg sowie Vorstandsmitglied der Deutsch-Ungarischen-Gesellschaft. Von 1988 bis Ende 1998 war er Vorsitzender des Stiftungsrates der Donauschwäbischen Kulturstiftung des Landes Baden-Württemberg und 1991 deutscher Gründungsvorsitzender der Gemischten Regierungskommission Ungarn/Baden-Württemberg. Er war zudem langjähriger Kuratoriumsvorsitzender der Stiftung Schloss Kapfenburg, Kuratoriumsmitglied der Hochschule Aalen, Beiratsmitglied der Deutsch-Mosambikanischen Gesellschaft sowie Mitglied des SWR-Rundfunkrates.

## Auszeichnungen und Ehrungen
- Ehrendoktorwürde Dr. jur h. c. der Lorand-Eötvös-Wissenschaftsuniversität für außerordentliche Verdienste um den Aufbau der ungarisch/baden-württembergischen Zusammenarbeit und um die Förderung des ungarischen Beitrittswunsches zur Europäischen Union[3]
- Ehrensenator der Hochschule Aalen
- Bundesverdienstkreuz 1981[4]
- Großes Verdienstkreuz des Verdienstordens der Bundesrepublik Deutschland 1998
- Kulturpreis 2000 der Deutsch-Ungarischen-Gesellschaft
- Verdienstmedaille des Landes Baden-Württemberg 2001

## Familie und Privates
Nach seinem Ausscheiden aus der Politik wurde er als Rechtsanwalt für die Kanzlei GSK Stockmann tätig. Wabro war seit 1959 verheiratet mit Mechthild geborene Zeifang, mit der er zwei Kinder (Markus und Birgit) bekam. Er war seit Studientagen Mitglied der katholischen Studentenverbindungen KDStV Tuiskonia München und AV Guestfalia Tübingen sowie später noch der AV Alania Stuttgart, der KAV Capitolina Rom und der KDStV Nordgau (Prag) zu Koblenz, alle im CV.